# Andrea Čović
Andrea Čanađija, née Andrea Čović le 9 octobre 1993 à Sinj en Croatie, est une handballeuse internationale croate évoluant au poste de pivot.

## Palmarès

### En club
compétitions internationales
- finaliste de la Ligue des champions en 2017 et 2018 (avec ŽRK Vardar Skopje)

compétitions nationales
- championne de Croatie (4) en 2010, 2011, 2012 et 2013 (avec ŽRK Podravka Koprivnica)
- championne de Macédoine (3) en 2016, 2017 et 2018 (avec ŽRK Vardar Skopje)
- vainqueur de la coupe de Macédoine (3) en 2016, 2017 et 2018 (avec ŽRK Vardar Skopje)

### En équipe nationale
- participation au championnat d'Europe 2016[2]